# Place de Monte Citorio

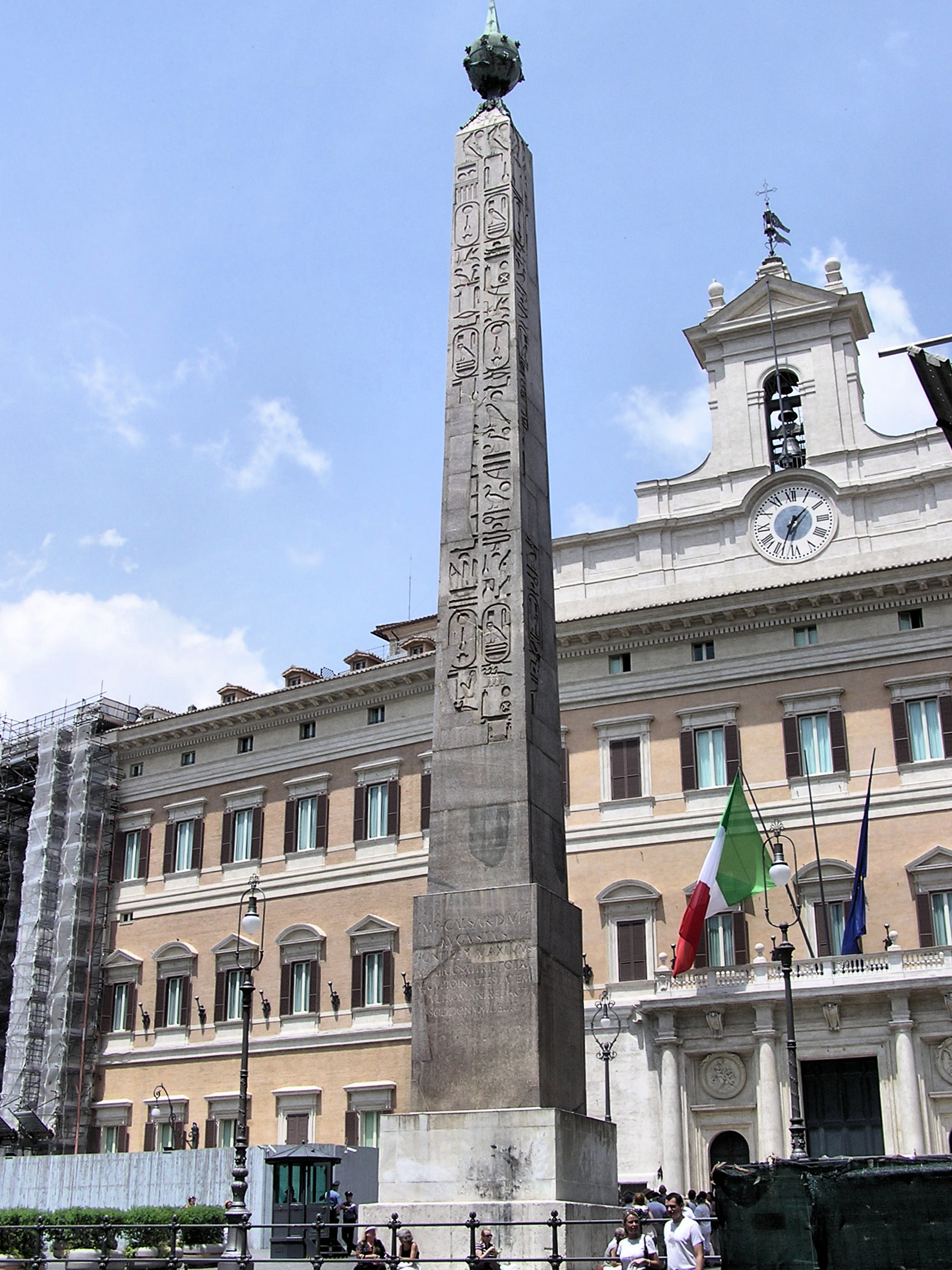
Le palais Montecitorio et l'obélisque de Psammetique II

La Piazza di Monte Citorio, ou improprement Montecitorio,
est une place de Rome, située entre la piazza Colonna et la via degli uffici del Vicario, dans le district Colonna. Elle abrite la Chambre des députés italienne.

## Palais Montecitorio (Chambre des députés)
La place est connue pour accueillir sur son côté nord, sur une petite colline, le Palazzo Montecitorio, siège de la Chambre des députés de la République italienne. L'imposant bâtiment, conçu par Gian Lorenzo Bernini, commandé par le pape Innocent X comme résidence de la famille Ludovisi, a été ensuite complété par l'architecte Carlo Fontana.

## Obélisque

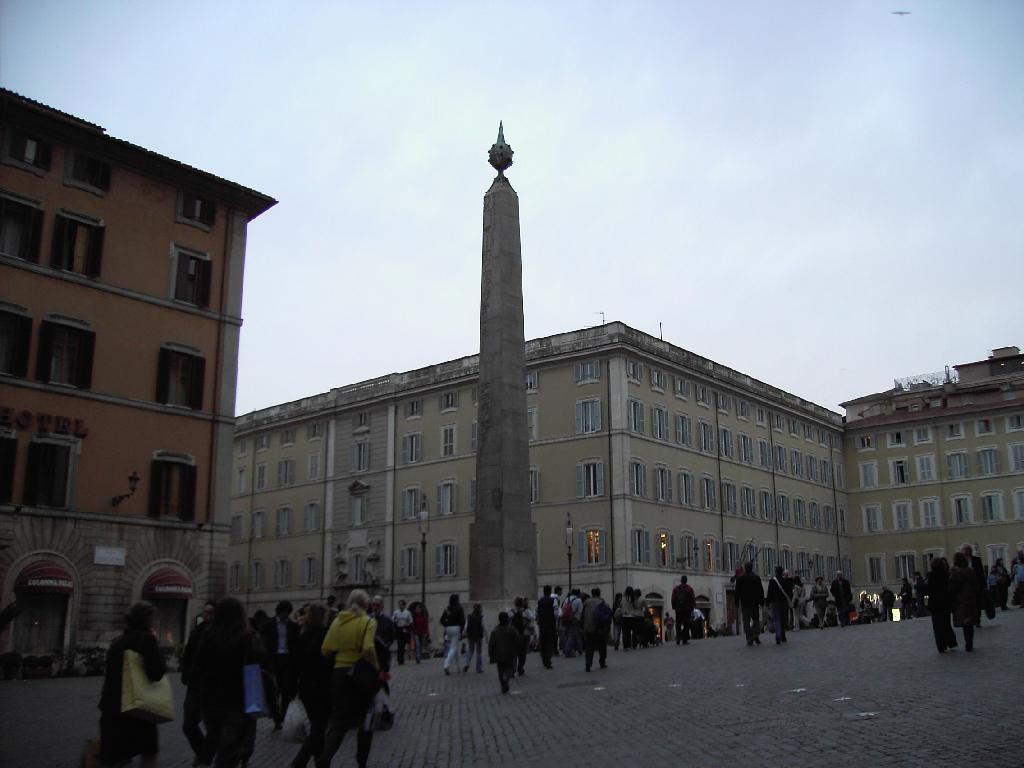
Colonne, Place de Monte Citorio.

Au centre de la place se dresse l'obélisque de Psammetique II, provenant de la cité égyptienne d'Héliopolis, apporté à Rome en 10 av. J.-C. sous l'empereur Auguste, et placé comme gnomon du cadran solaire du Campo Marzio. Effondré entre le IXe siècle et le XIe siècle, il a ensuite été érigé à son emplacement actuel par l'architecte Giovanni Antinori en 1792, sous le pontificat de Pie VI.

## Origine du nom et variations au fil du temps

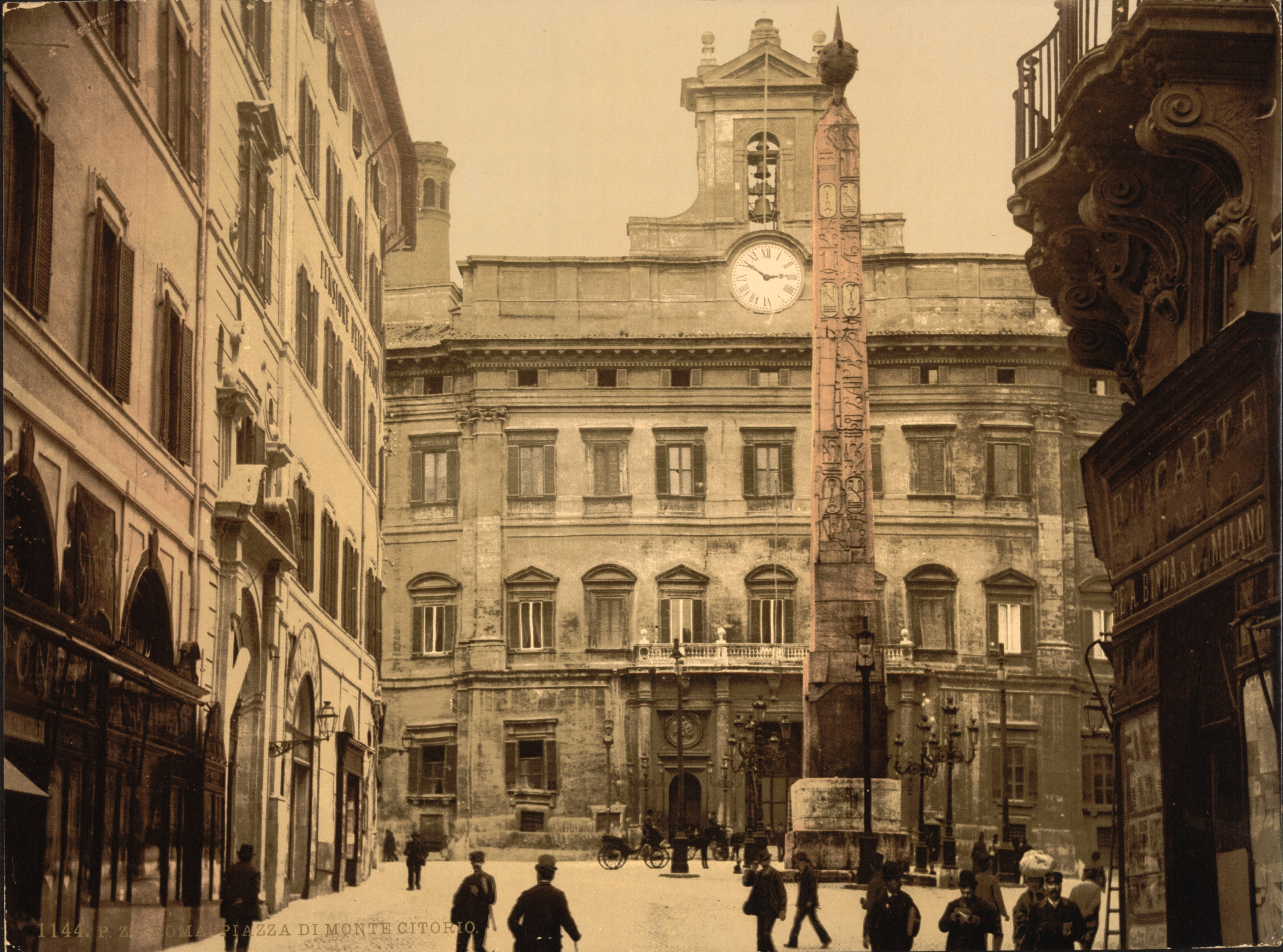
Piazza Montecitorio, entre 1890 et 1900

Diverses hypothèses sont formulées pour expliquer le nom de lieu. Selon Delli
le plus probable est que le petit relief, typique de l'endroit, probablement formé à partir de matériaux de revêtement, tire son nom de Mons Septorius pour sa proximité du complexe de Saepta Julia, le lieu de rencontre des romains pour le droit de vote des comices centuriates. 
Le nom d'une place importante, centre du pouvoir politique et institutionnel, a subi, au cours du XXe siècle, les changements résultant de la modification des régimes politiques. Durant les années du régime fasciste, elle a pris le nom de "Costanzo Ciano", militaire et politicien fasciste, président de la Chambre des députés du royaume d'Italie de 1934 à 1939. Avec la chute du régime, le nom de la place est devenu "place du 25 juillet", puis "place Giacomo Matteotti" à la mémoire du député socialiste enlevé et assassiné le 10 juin 1924.
Avec l'occupation allemande de la ville, après les événements de l'armistice du gouvernement Badoglio (8 septembre 1943), la place a pris le nouveau nom lié au régime fasciste: « Ettore Muti », le militaire et le secrétaire politique du Parti national fasciste de 1939 à 1940. Après l'arrivée des troupes américaines, à la fin de la guerre, le 2 février 1945, la place a retrouvé le nom qu'elle porte encore aujourd'hui.